# Plainisphare
Plainisphare war ein unabhängiges Schweizer Jazzlabel, das zwischen 1982 und 2011 im waadtländischen Vich aktiv war.
Bereits seit 1974 bestand Plainisphare als Vertrieb. Betreiber Jef Duplain und Rolf Knüsel konzentrierten ihre Label-Aktivitäten insbesondere auf den Jazz in der französischsprachigen Schweiz. Das Label hat 137 LPs und CDs veröffentlicht.
Plainisphare hat Alben von Schweizer Jazzmusikern unterschiedlicher Stilistik wie François Lindemann, Christy und Dave Doran, Raymond Court, Léon Francioli, Urs Blöchlinger, René Bottlang, Erik Truffaz, Jacques Demierre, Jean-François Bovard, Pascal Auberson, Thierry Lang, Jérôme Berney, Maurice Magnoni, Pavel Pešta, Moncef Genoud, Albin Brun und Heiri Känzig, aber auch von Terry Riley (No Man’s Land), John Tchicai, Albert Mangelsdorff, Joëlle Léandre, Abdullah Ibrahim und Archie Shepp veröffentlicht.